# Bélyegalak
A bélyegalak a bélyeg formája, melyet fogazással, átütéssel vagy vágással adnak meg.
A bélyeg alakja nagyon változatos lehet: oldalán vagy egyik csúcsán álló, szabályos vagy szabálytalan három-, négy-, öt, hat-, esetleg nyolcszögű, kör alakú, de előfordulnak ovális vagy szív alakú bélyegek is. Ezenkívül léteznek szabad alakú bélyegek, amelyek vonalvezetése utánoz valamit. Ezek közül a leggyakrabban derékszögű négyszög alakúra gyártják a bélyegeket A négyszög lehet álló vagy fekvő helyzetű és négyzet vagy téglalap.
A bélyeg nagyságát is tekintve a legkülönbözőbb méretű bélyegek fordulnak elő. A legkisebb bélyeg az 1856-ban Mecklenburg által kiadott négyzet alakú negyedbélyeg, melynek méretei 9×9 mm. A legnagyobb egy lengyelországi kiadású, 10 złoty névértékű, a krakkói oltárt ábrázoló postabélyeg. Az értékjegy méretei 83×105 mm. A legszélesebb bélyeg kiadását ugyancsak Lengyelország mondhatja magáénak: az 1961-es Hajók sor záróértéke 107 mm hosszú. A világ első bélyegének, a brit Black Pennynek alakja és nagysága máig ideálisnak tekinthető.
Alakja és mérete a bélyeg egyik legfontosabb jellemzője.